# Línia ER02 (Rodalia València)
Corredor ER-02 és el nom tècnic que reben els serveis de Mitjana Distància entre València Nord i Vinaròs, que pertanyen a la línia 50 de Mitjana Distància. No obstant, el tram que passa entre València i Castelló de la Plana està gestionat per Renfe Rodalia, i correspon a la linia C-6 del nucli de Rodalia València. El recorregut que efectuen aquestos serveis, excloent el tram de rodalia, comprén 77 km i un total de 5 parades al llarg de la línia. La línia passa per les poblacions de Benicàssim, Orpesa, Torreblanca, Alcalà de Xivert, Peníscola, Benicarló i Vinaròs.